# Kroppefjäll
Kroppefjäll är en högplatå och ett naturreservat i Dalsland. Den är belägen i Högsäters socken i Färgelanda kommun, Dalskogs och Örs socknar i Melleruds kommun samt i Sundals-Ryrs socken i Vänersborgs kommun.
Kroppefjälls högsta topp når 240 meter över havet och stupar brant mot Dalboslätten. Eftersom Kroppefjälls högsta punkt inte når över trädgränsen är det inte ett fjäll i egentlig mening, fjäll är här i stället en västsvensk dialektal benämning på låga bergsplatåer med stora skogsområden. Ett annat exempel är Kynnefjäll.
Båda är frilufts- och rekreationsområden för både lokalbefolkning och besökare. Vanliga aktiviteter är bär-, svampplockning och jakt mot hösten, skridskor och skidor vintertid, vandring, paddling, och fiske samt bad sommartid.
Naturreservatet bildades 1997 och omfattar 1 125 hektar med sjöar, myrar och skogar. Här finns både storlom och bäver. I skogen kan man få se tjäder, järpe, pärluggla, sparvuggla, duvhök och fiskgjuse.
Den södra delen av Svingsjön sträcker sig in i den norra delen av naturreservatet.